# 桃園市立仁和國民中學
桃園市立仁和國民中學（英文：Jen Ho Junior High School或Ren He Junior High School），簡稱仁和國中、仁中，位於台灣桃園市大溪區。成立於民國60年，地處大漢溪西岸。

## 學校簡介

### 校史
1946年設立大溪初中（今大溪國民中學），1950年於一心里設立分部（今大溪高級中等學校），河西地區國小畢業學生，須過河到大溪初中就讀，其中僑愛、埔頂、南興地區尚可乘車，而員樹林、番子寮一帶，車班稀少或無車可乘。1968年實施九年國民教育，初中改制為國民中學。
後於1970年由大溪鎮公所及民意代表向縣政府爭取，初名員樹林國民中學，後改為仁愛國民中學，經報省核定，省府以「此校名與省內多所國中校名雷同，似不相宜」，而重新研議，定名為仁和國民中學。
民國61學年度開學，朱國璋先生為首任校長，學生5班，計239人，教職員工15人，由於校舍尚在興建中，暫借用大溪國中教室5間上課，並暫借用印信，11月25日校舍工程竣工,乃遷入新校上課。

### 演變與發展
- 1971年：11月24日於大溪國中成立桃園縣立仁和國民中學籌建委員會。
- 1972年：成立桃園縣立仁和國民中學，正式招收5班國一新生，暫借大溪國中教室上課，及至同年11月25日遷入現址上課。
- 1998年：正式成立體育班，奉准招收田徑、棒球、射箭專長新生。
- 2008年：體育班奉准招收跆拳道專長新生。
- 2014年：12月25日，因應桃園縣升格改制為直轄市，更名為桃園市立仁和國民中學。

### 歷任校長
| 任期 | 姓名       | 任職日期  | 離職日期  | 備註                                                                       |
| ---- | ---------- | --------- | --------- | -------------------------------------------------------------------------- |
| 1    | 朱國璋先生 | 1972年8月 | 1987年1月 | 原雲林縣立四湖國民中學校長轉任，屆齡退休。                                 |
| 2    | 莊鶴齡先生 | 1987年2月 | 1994年7月 | 原桃園縣立中興國民中學校長轉任，屆齡退休。                                 |
| 3    | 魏應利先生 | 1994年8月 | 1999年7月 | 原桃園縣立新坡國民中學校長轉任，調任桃園縣立凌雲國民中學。                 |
| 4    | 蔡林龍先生 | 1999年8月 | 2005年1月 | 原桃園縣立壽山國民中學校長轉任，屆齡退休。                                 |
| 5    | 羅新炎先生 | 2005年8月 | 2009年7月 | 原桃園縣立楊梅國民中學校長轉任，調任桃園縣立中壢國民中學。                 |
| 6    | 王威傑先生 | 2009年8月 | 2016年7月 | 原桃園縣立瑞原國民中學學務主任升任，任內退休。                             |
| 7    | 張美珍女士 | 2016年8月 | 2024年1月 | 原桃園市立武漢國民中學校長轉任，任內退休應聘桃園市復旦高級中等學校副校長。 |
| 代理 | 洪志文先生 | 2024年2月 | 2024年7月 | 總務主任代理。                                                             |
| 8    | 徐基舜先生 | 2024年8月 | 現任      | 原桃園市立龍興國民中學教務主任升任。                                       |

## 校友
- 陳建廷：筆名Jango，《刑事訴訟法.題型破解》作者，臺灣大學法研所刑法組，臺北大學法律服務社32屆社長。
- 羅岳峰：桃園市第2屆市議員候選人。
- 林威廷：臺灣棒球選手，目前是中華職棒富邦悍將隊的二壘手。
- 黃亦志：臺灣棒球選手，目前是中華職棒富邦悍將隊的右投手。
- 王梓安：臺灣棒球選手，曾被美國職棒芝加哥小熊隊以30萬美金簽約網羅。目前在中華職棒中信兄弟隊。

## 學區
- 大溪區：三元里、仁美里、員林里、仁和里、光明里、仁愛里、仁文里、仁美里、仁武里、僑愛里（全里）、仁善里（第2－4、6－31鄰）、仁善里（第1、5鄰）、南興里（第1－3鄰、7－28鄰）、南興里（第4－6鄰）、仁義里（第1－17、21-29鄰）、仁義里（第18－20、3－34鄰）、瑞源里（第1－6、18－25鄰）、瑞源里（第7－17鄰）[1]。
- 平鎮區：東勢里（9鄰東勢4之6號、4之7號、7號、7之1號至7之20號、34鄰）。

## 外部連結
- 桃園市立仁和國民中學 （页面存档备份，存于）